# Jakob Rasmussen
Erik Carl Jakob Jess Rasmussen (* 12. August 1871 in Attu; † 23. April 1924 ebenda) war ein grönländischer Landesrat.

## Leben
Jakob Rasmussen war der Sohn von Ludvig Niels Rasmussen und seiner Frau Inger Haldora Noemi Sibylle. Am 5. Februar 1896 heiratete er Gertrud Frederikke Kristine Siegstad.
Er war von Beruf Jäger. 1911 saß er für Abel Frederiksen bei der ersten Sitzung im nordgrönländischen Landesrat. 1924 starb er im Alter von 53 Jahren in seinem Heimatort an einem Brustleiden.